# Walbach
Walbach é uma comuna francesa na região administrativa de Grande Leste, no departamento Alto Reno. Estende-se por uma área de 5,46 km². Em 2010 a comuna tinha 947 habitantes (densidade: 173,4 hab./km²).